# Elmbridge
Elmbridge ist ein Verwaltungsbezirk mit dem Status eines Borough in der Grafschaft Surrey in England, der im Nordosten an Greater London grenzt. Verwaltungssitz ist Esher; weitere bedeutende Orte sind Hersham, Molesey, Thames Ditton, Walton-on-Thames und Weybridge. Mit Rueil-Malmaison in Frankreich besteht eine Städtepartnerschaft.
Der Bezirk wurde am 1. April 1974 gebildet und entstand aus der Fusion der Urban Districts Esher und Walton and Weybridge. Er ist benannt nach Elmbridge Hundred, einer alten Verwaltungseinheit der Grafschaft Surrey.

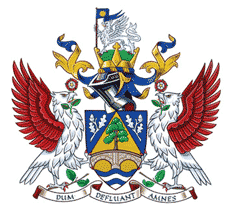
Wappen von Elmbridge

Koordinaten: 51° 22′ 10″ N, 0° 21′ 40″ W